# Tournoi qualificatif de la CAF des moins de 16 ans 1991
Navigation
Édition précédente Édition suivante
Le Tournoi qualificatif de la CAF des moins de 16 ans 1991 était un tournoi de football organisé par la Confédération africaine de football (CAF). Elle se déroule tous les deux ans et oppose les meilleurs sélections africaines des moins de 17 ans.

## Premier tour
Les vainqueurs accèdent au deuxième tour sur deux matchs.
| Équipe 1 | Score   | Équipe 2 | Aller | Retour |
| -------- | ------- | -------- | ----- | ------ |
| Togo     | Forfait | Bénin    | /     | /      |

## Deuxième tour
Les vainqueurs sont qualifiés pour le troisième tour.
| Équipe 1      | Score   | Équipe 2                  | Aller | Retour |
| ------------- | ------- | ------------------------- | ----- | ------ |
| Congo         | 5-1     | Togo                      | 4-0   | 1-1    |
| Algérie       | 0-1     | Mauritanie                | 0-0   | 0-1    |
| Égypte        | 2-2     | Tunisie                   | 0-0   | 1-1    |
| Zimbabwe      | 0-4     | Zambie                    | 0-2   | 0-2    |
| Ouganda       | 0-2     | Soudan                    | 0-1   | 0-1    |
| Guinée        | 1-0     | Burkina Faso              | 1-0   | 0-0    |
| Ghana         | 3-3     | Sierra Leone              | 2-0   | 1-3    |
| Mali          | 0-1     | Sénégal                   | 0-1   | 0-0    |
| Côte d'Ivoire | Forfait | Liberia                   | /     | /      |
| Cameroun      | Forfait | République centrafricaine | /     | /      |
| Gabon         | Forfait | Zaïre -17 ans             | /     | /      |
| Maroc         | Forfait | Gambie                    | /     | /      |

## Troisième tour
| Équipe 1 | Score   | Équipe 2      | Aller | Retour |
| -------- | ------- | ------------- | ----- | ------ |
| Cameroun | 0-1     | Gabon         | 0-0   | 0-1    |
| Zambie   | 1-3     | Soudan        | 1-0   | 0-3    |
| Guinée   | 0-3     | Ghana         | 0-0   | 0-3    |
| Congo    | Forfait | Côte d'Ivoire | /     | /      |
| Égypte   | Forfait | Mauritanie    | /     | /      |
| Maroc    | Forfait | Sénégal       | /     | /      |

## Tour final
Les vainqueurs accèdent à la coupe du monde.
| Équipe 1 | Score        | Équipe 2 | Aller | Retour |
| -------- | ------------ | -------- | ----- | ------ |
| Congo    | 5-1          | Gabon    | 5-0   | 0-1    |
| Égypte   | Disqualifiée | Soudan   | 0-0   | /      |
| Ghana    | Disqualifiée | Maroc    | 2-0   | /      |

## Sélections qualifiées pour la coupe du monde
Les trois nations africaines qualifiées pour la coupe du monde de football des moins de 17 ans 1991 en Italie sont : 
- Congo
- Ghana
- Soudan